# Aleksej Tichonov
Aleksej Vladimirovič Tichonov (in russo Алексе́й Влади́мирович Ти́хонов?; Samara, 1º novembre 1971) è un ex pattinatore artistico su ghiaccio russo, specializzato nel pattinaggio artistico su ghiaccio a coppie.

## Palmarès
Con Maria Petrova per la Russia
| Risultati | Risultati      | Risultati      | Risultati      | Risultati      | Risultati      | Risultati      | Risultati      | Risultati      | Risultati      |
| Internazionali | Internazionali | Internazionali | Internazionali | Internazionali | Internazionali | Internazionali | Internazionali | Internazionali | Internazionali |
| Evento | 1998–99        | 1999–00        | 2000–01        | 2001–02        | 2002–03        | 2003–04        | 2004–05        | 2005–06        | 2006–07        |
| --- | -------------- | -------------- | -------------- | -------------- | -------------- | -------------- | -------------- | -------------- | -------------- |
| Giochi olimpici invernali |                |                |                | 6°             |                |                |                | 5°             |                |
| Campionati mondiali | 4°             | 1°             | 4°             | 4°             | 3°             | 4°             | 2°             | 3°             | R              |
| Campionati europei | 1°             | 1°†            | 4°             | 3°             | 3°             | 2°             | 3°             | 3°             | 2°             |
| GP Finale | 3°             | 4°             | 5°             | 5°             | 3°             | 3°             | 2°             | 4°             | 6°             |
| GP Trophée Eric Bompard |                |                |                |                |                |                | 2°             |                | 1°             |
| GP Cup of China |                |                |                |                |                | 3°             |                | 1°             |                |
| GP Cup of Russia |                | 1°             |                | 2°             | 2°             |                |                |                | 2°             |
| GP NHK Trophy | 5°             | 1°             | 3°             |                | 4°             | 1°             | 1°             |                |                |
| GP Skate America |                |                |                |                |                | 2°             |                |                |                |
| GP Skate Canada | 2°             |                | 3°             |                |                |                |                | 2°             |                |
| GP Sparkassen/Bofrost | 1°             | 1°             | 2°             | 3°             | 4°             |                |                |                |                |
| Goodwill Games |                |                |                | 3°             |                |                |                |                |                |
| Nazionali |                |                |                |                |                |                |                |                |                |
| Campionati russi | 2°             | 2°             | 2°             | 3°             | 2°             | 2°             | 2°             | 1°             |                |
| GP = Grand Prix; R = Ritirati †Titolo assegnato dopo che l'oro è stato tolto ai precedenti vincitori Elena Berežnaja / Anton Sicharulidze. |                |                |                |                |                |                |                |                |                |

Con Yukiko Kawasaki per il Giappone
| Internazionali        | Internazionali | Internazionali |
| Evento                | 1992–1993      | 1993–1994      |
| --------------------- | -------------- | -------------- |
| Campionati mondiali   |                | 15°            |
| Nations Cup           |                | 4°             |
| NHK Trophy            |                | 3°             |
| Piruetten             |                | 6°             |
| Nazionali             |                |                |
| Campionati giapponesi | 1°             | 1°             |

Con Irina Saifutdinova per l'Unione Sovietica
| Evento              | 1988–1989 |
| ------------------- | --------- |
| Campionati mondiali | 3°        |